# Leopold von Ledebur
Leopold von Ledebur, nato Leopold Ernst Gerhard Freiherr von Ledebur (Berlino, 18 maggio 1876 – Ruhwinkel, 17 settembre 1955), è stato un attore tedesco del cinema muto.

## Filmografia
- Schwert und Herd, regia di Georg Victor Mendel, Fritz Seck (1916)

- Katinka, regia di Emil Biron, Paul Otto (1918)

- Die verwunschene Prinzessin, regia di Erik Lund (1919)
- Das törichte Herz, regia di Erik Lund (1919)
- Die Bodega von Los Cuerros, regia di Erik Lund (1919)
- Die goldene Lüge, regia di Erik Lund (1919)
- Nur ein Diener, regia di Erik Lund (1919)
- Stürme - Ein Mädchenschicksal, regia di Erik Lund (1919)
- Staatsanwalt Jordan, regia di Erik Lund (1919)
- Die Fee von Saint Ménard, regia di Erik Lund (1919)
- Der letzte Sonnensohn, regia di Erik Lund (1919)
- Artistentreue, regia di Erik Lund (1919)
- Allerseelen, regia di Erik Lund (1919)
- Schloß Einöd, regia di Erik Lund (1920)

- Im Wirbel des Lebens, regia di Erik Lund  (1920)

- Der Schädel der Pharaonentochter, regia di Otz Tollen (1920)

- Der Würger der Welt, regia di Ewald André Dupont (1920)
- Die Lieblingsfrau des Maharadscha - 3. Teil, regia di Max Mack (1921)
- Das Haus zum Mond, regia di Karl Heinz Martin (1921)
- Haschisch, das Paradies der Hölle, regia di Reinhard Bruck (1921)
- Eine Frau mit Vergangenheit, regia di Bruno Ziener (1921)
- Alfred von Ingelheims Lebensdrama, regia di Erik Lund (1921)
- Die Geliebte des Grafen Varenne, regia di Friedrich Zelnik (1921)
- Colpa non perdonata o Frutto proibito (Die verbotene Frucht), regia di Rudolf Biebrach (1921)
- Der Silberkönig, 1. Teil - Der 13. März, regia di Erik Lund  (1921)
- Der Silberkönig, 2. Teil - Der Mann der Tat, regia di Erik Lund  (1921)
- Der Silberkönig, 3. Teil - Claim 36, regia di Erik Lund  (1921)
- Der Silberkönig, 4. Teil - Rochesterstreet 29, regia di Erik Lund  (1921)
- Das Abenteuer des Dr. Kircheisen
- Die Minderjährige - Zu jung fürs Leben
- Des Lebens und der Liebe Wellen
- Die Geschichte des grauen Hauses 1 - Episode: Der Mord aus verschmähter Liebe, regia di Erik Lund (1921)
- Die schwarze Schachdame
- Schuld und Sühne, regia di Rudolf Biebrach (1922)
- Kinder der Zeit
- Im Kampf mit dem unsichtbaren Feind
- Praschnas Geheimnis
- Il paradiso delle signore (Zum Paradies der Damen), regia di Lupu Pick (1922)
- Der falsche Dimitri, regia di Hans Steinhoff (1922)
- Liebes-List und -Lust
- Der Mann mit der eisernen Maske
- Irene d'Or, regia di Karl Sander e Frederic Zelnik (1923)
- Maciste und der Sträfling Nr. 51
- Fridericus Rex - 3. Teil: Sanssouci, regia di Arzén von Cserépy (1923)
- Der Menschenfeind, regia di Rudolf Walther-Fein (1923)
- Felicitas Grolandin, regia di Rudolf Biebrach (1923)
- Tatjana, regia di Robert Dinesen (1923)
- Oriente (Orient), regia di Gennaro Righelli (1924)
- Götz von Berlichingen zubenannt mit der eisernen Hand, regia di Hubert Moest (1925)
- Die Venus von Montmartre, regia di Friedrich Zelnik (1925)
- Meine Tante - deine Tante, regia di Carl Froelich (1927)
- Alto tradimento (Hochverrat), regia di Johannes Meyer (1929)
- Jugendsünden, regia di Carl Heinz Wolff (1929)
- I cadetti di Vienna (Liebeskommando), regia di Géza von Bolváry (1931)
- Engel im Abendkleid

- Alte Kameraden, regia di Fred Sauer (1934)

- Non promettermi nulla (Versprich mir nichts!), regia di Wolfgang Liebeneiner (1937)

- Hahn im Korb
- Die Umwege des schönen Karl, regia di Carl Froelich (1938)
- Yvette, regia di Wolfgang Liebeneiner (1938)

- Mariti a congresso  (Napoleon ist an allem schuld), regia di Curt Goetz (1938)

- Die Entlassung, regia di Wolfgang Liebeneiner (1942)

- Träumerei, regia di Harald Braun (1944)